# Fédération nationale des syndicats
La Fédération nationale des syndicats (FNS) è stata una organizzazione sindacale francese fondata a Lione nel 1886 a seguito della promulgazione della legge sulla creazione dei sindacati professionali voluta dal ministro Pierre Waldeck-Rousseau. Nel 1895 ha dato origine alla Confédération générale du travail.

## Storia
Nel 1884, su impulso del ministro dell'Interno Pierre Waldeck-Rousseau, il governo francese varò una legge che concedeva ai sindacati una più ampia libertà di organizzazione, purché i nomi dei dirigenti venissero registrati presso gli uffici di polizia. Scopo della normativa era quello di indirizzare il Movimento operaio verso una politica moderata, sottraendolo all'influenza degli anarchici e dei socialisti rivoluzionari. Fu così possibile costituire la prima organizzazione nazionale legale, denominata Fédération nationale des syndicats, fondata in un congresso tenutosi a Lione nel 1886. Inizialmente la nuova organizzazione era egemonizzata dalle posizioni socialiste moderate di Guesde. Dato che esistevano poche organizzazioni nazionali di categoria la FNS era costituita "necessariamente da sindacati locali rappresentanti singole categorie e da raggruppamenti locali molto liberi. Per ragioni di economia spesso un unico delegato rappresentava nei congressi una serie di sindacati".
Nel Congresso di Lione (1886) la FNS si oppose alle norme che imponevano la registrazione dei funzionari, si dichiarò a favore della proprietà pubblica dei mezzi di produzione e diede il suo appoggio al programma guesdista. Tuttavia già in questa sede di discusse dello Sciopero generale, propugnato dai sindacalisti rivoluzionari.
mentre nel 1892 veniva fondata la Fédération des Bourses du travail su posizioni nettamente rivoluzionarie, esponenti anarchici, blanquisti e sostenitori di Jean Allemane assumevano progressivamente sempre maggior peso all'interno della FNS, fino a scalzare completamente i guesdisti. Le ipotesi di unificazione tra le due centrali sindacali rimasero per il momento senza esito mentre la FNS, nel congresso di Limoges (1895) assunse il nome di Confédération générale du travail e adottò una struttura duplice basata sia su federazioni nazionali sia su federazioni locali. Questo tipo di strutturazione era funzionale a convincere le Borse del lavoro a confluire nella nuova organizzazione. L'unificazione tra le due federazioni nazionali si realizzò effettivamente solo nel 1902, quando ormai la strategia delle due organizzazioni era improntata agli stessi principi sindacalisti rivoluzionari.